# جيري هول
جيري فاي هول (بالإنجليزية: Jerry Hall) (ولدت في 2 يوليو 1956) هي عارضة أزياء وممثلة أميركية سابقة، و تُعرف أيضا بعلاقتها السابقة مع ميك جاغر. وكان لديهما أربعة أطفال. تزوجت روبرت مردوخ يوم 4 مارس 2016. وتطلقا عام 2022 ثم تزوج روبرت مردوخ عام 2024 للمرة الخامسة بموظفة متقاعدة

## حياتها سابقا
هول ولدت في غونزاليس تكساس والدتها مارجوري و والدها جون هول , هي أنجليزية، إيرلاندية, هولندية و أمريكية النسب, تربت في دالاس ضواحي المسكيت (بالإنجليزية: Mesquite) تكساس , تخرجت في مدرسة ثانوية في شمال المسكيت .
لديها أخت توأم إسمها تيري (سُمِّيَتا جيري و تيري من طرف والدهما الذي شعر بخيبة أمل لأنه لم يحصل على أبناء ذكور), و ثلاثة أخوات أُخر أكبر منها، انتقلت إلى فرنسا قبل حصولها على عمل عارضة أزياء، آخذة معها مجموعة من الملابس التي اشترتها من "Frederick's of Hollywood" بواسطة أموال التأمين التي تلقتها بعد حادث سير.

## العلاقات
هول بدأت تواعد ميك جاغر في 1977 , بعد أول لقاء في 1976, أقاما حفل زواج غير رسمي في 21 نوفمبر 1990 في بالي , أندونيسيا , وأُعلِن الزواج ومراسم الزواج في وقت لاحق على أنه غير صالح من قبل المحكمة العليا لإنجلترا وويلز في لندن 1999 , لديهم 4 أبناء إليزابيث سكارليت , جيمس لوروا , Georgia May , جبريل لوك . عاش الاثنان معا في Downe House, Richmond Hill لندن الكبرى , حيث اشتراه جاغر سنة 1990, إفترق الاثنان في 1999 , حيث ذكرت هول أن جاغر هو السبب في الانفصال.
في 25 أكتوبر 2015 إنتشرت أخبار تواعد هول مع رجل الأعمال روبرت مردوخ , الاثنان شوهدا علنا معا في كأس العالم للرجبي سنة 2015, هول و مردوخ أعلنا عن علاقتهما في صحيفة مردوخ ذي تايمز في 11 يناير 2016, و تزوج الاثنان يوم 4 مارس 2016.

## مزيد من القراءة
- Hall، Jerry؛ Christopher Hemphill (1985). Jerry Hall's Tall Tales. Pocketbooks. ISBN:0-671-50911-X. مؤرشف من الأصل في 2013-06-15.

## وصلات خارجية
- جيري هول على موقع IMDb (الإنجليزية)
- جيري هول على موقع روتن توميتوز (الإنجليزية)
- جيري هول على موقع ألو سيني (الفرنسية)
- جيري هول على موقع ميوزك برينز (الإنجليزية)
- جيري هول على موقع أول موفي (الإنجليزية)
- جيري هول على موقع قاعدة بيانات برودواي على الإنترنت (الإنجليزية)
- جيري هول على موقع قاعدة بيانات الأفلام السويدية (السويدية)
- جيري هول على موقع إن إن دي بي (الإنجليزية)
- جيري هول على موقع ديسكوغز (الإنجليزية)
- جيري هول على موقع قاعدة بيانات الفيلم (الإنجليزية)